# Homogami
Homogami avser inom sociologin det fenomen som innebär att människor tenderar att välja partner som är lika dem själva i avseenden som social bakgrund (klass), etnicitet, utbildning eller yrke.  
Nyligen genomförda undersökningar bekräftar att detta förekommer. Till exempel är det mycket vanligt i Sverige att läkare gifter sig med läkare. Ett annat exempel kan hämtas från medlemsstatistik från norska Tekna (Teknisk-naturvitenskapelig forening) som är en organisation för civilingenjörer. Bland kvinnliga medlemmar som är födda efter 1950 är 25 procent gifta eller partner med en annan medlem i organisationen.. Även i det äldre jordbrukssamhället var det vanligt med partnerskap baserat på homogami.